# Mallory Velte
Mallory Maxine Velte (ur. 4 marca 1995) – amerykańska zapaśniczka walcząca w stylu wolnym. Brązowa medalistka mistrzostw świata w 2018 i 2022. Mistrzyni panamerykańska w 2020 i 2023; druga w 2019 i piąta w 2017. Czwarta w Pucharze Świata w 2017, 2018 i 2022 roku.
Zawodniczka Simon Fraser University.